# Шандра
Ша́ндра (лат. Marrúbium) — род многолетних, реже однолетних растений семейства Яснотковые (Lamiaceae).
Представители рода встречаются в Европе, Северной Африке и внетропических районах Азии.

## Ботаническое описание

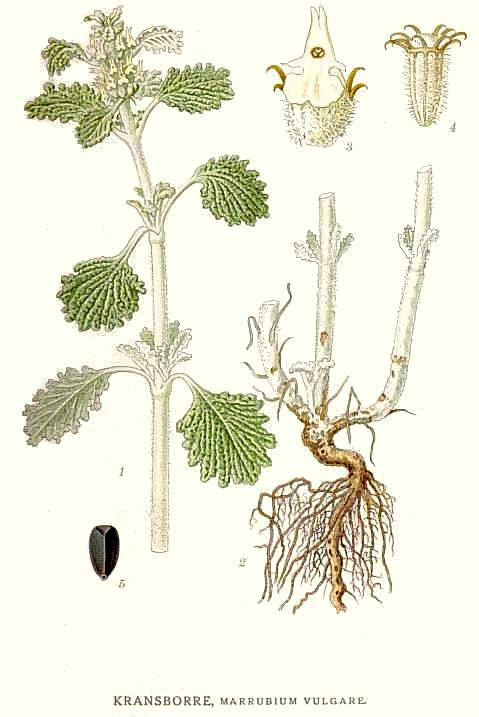
Шандра обыкновенная.

Растения большей частью беловойлочно-шерстистые.
Соцветия из мелких цветков, собранных в большей частью густые ложные мутовки. Чашечка трубчатая, 5—10-жильчатая, 5—10-зубчатая; венчик двугубый, трубка короче чашечки, верхняя губа прямостоящая, узкая, выемчатая или двулопастная, нижняя — трёхлопастная. Прицветники шиловидные или щетиновидные, опушённые.
Орешки трёхгранно-яйцевидные или продолговатые, закруглённые на верхушке.
Все виды являются дубителями и красителями, некоторые виды медоносные и лекарственные.

## Классификация

### Таксономия
Род Шандра (Marrubium), как и ещё около 40 родов, относится к подсемейству Яснотковые (Lamioideae) семейства Яснотковые (Lamiaceae). Род, наиболее к нему близкий, — Ballota (Белокудренник).
|  |                                                                              |                         |                         |                         | |                         |                         |                        | |                        |                        |                        | |                        |                        |  | |  |  |  |
|  | отдел Цветковые, или Покрытосеменные (классификация согласно Системе APG II) |                         |                         |                         | |                         |                         |                        | |                        |                        |                        | |                        |                        |  | |  |  |  |
|  |                                                                              |                         |                         |                         | |                         |                         |                        | |                        |                        |                        | |                        |                        |  | |  |  |  |
|  | порядок Ясноткоцветные                                                       | порядок Ясноткоцветные  | порядок Ясноткоцветные  | порядок Ясноткоцветные  | порядок Ясноткоцветные                                                                                 | порядок Ясноткоцветные  | порядок Ясноткоцветные  | порядок Ясноткоцветные | порядок Ясноткоцветные | порядок Ясноткоцветные | порядок Ясноткоцветные | порядок Ясноткоцветные | порядок Ясноткоцветные | порядок Ясноткоцветные | порядок Ясноткоцветные |  | ещё 44 порядка цветковых растений, из которых к ясноткоцветным наиболее близки Гарриецветные, Горечавкоцветные и Паслёноцветные |  |  |  |
|  |                                                                              |                         |                         |                         | |                         |                         |                        | |                        |                        |                        | |                        |                        |  | ещё 44 порядка цветковых растений, из которых к ясноткоцветным наиболее близки Гарриецветные, Горечавкоцветные и Паслёноцветные |  |  |  |
|  | семейство Яснотковые                                                         | семейство Яснотковые    | семейство Яснотковые    | семейство Яснотковые    | семейство Яснотковые                                                                                   | семейство Яснотковые    | семейство Яснотковые    | семейство Яснотковые   | семейство Яснотковые | семейство Яснотковые   | семейство Яснотковые   |                        | ещё 20 семейств, в том числе Акантовые, Бигнониевые, Вербеновые, Геснериевые, Заразиховые, Кунжутовые, Маслиновые, Норичниковые, Подорожниковые |                        |                        |  | ещё 44 порядка цветковых растений, из которых к ясноткоцветным наиболее близки Гарриецветные, Горечавкоцветные и Паслёноцветные |  |  |  |
|  |                                                                              |                         |                         |                         | |                         |                         |                        | |                        |                        |                        | ещё 20 семейств, в том числе Акантовые, Бигнониевые, Вербеновые, Геснериевые, Заразиховые, Кунжутовые, Маслиновые, Норичниковые, Подорожниковые |                        |                        |  | ещё 44 порядка цветковых растений, из которых к ясноткоцветным наиболее близки Гарриецветные, Горечавкоцветные и Паслёноцветные |  |  |  |
|  | подсемейство Яснотковые                                                      | подсемейство Яснотковые | подсемейство Яснотковые | подсемейство Яснотковые | подсемейство Яснотковые                                                                                | подсемейство Яснотковые | подсемейство Яснотковые |                        | ещё восемь подсемейств, в том числе Котовниковые (роды Базилик, Лаванда, Мелисса, Мята, Розмарин, Черноголовка, Шалфей и др.), Живучковые (Живучка и др.), Погостемоновые (Погостемон и др.) |                        |                        |                        | ещё 20 семейств, в том числе Акантовые, Бигнониевые, Вербеновые, Геснериевые, Заразиховые, Кунжутовые, Маслиновые, Норичниковые, Подорожниковые |                        |                        |  | ещё 44 порядка цветковых растений, из которых к ясноткоцветным наиболее близки Гарриецветные, Горечавкоцветные и Паслёноцветные |  |  |  |
|  |                                                                              |                         |                         |                         | |                         |                         |                        | ещё восемь подсемейств, в том числе Котовниковые (роды Базилик, Лаванда, Мелисса, Мята, Розмарин, Черноголовка, Шалфей и др.), Живучковые (Живучка и др.), Погостемоновые (Погостемон и др.) |                        |                        |                        | ещё 20 семейств, в том числе Акантовые, Бигнониевые, Вербеновые, Геснериевые, Заразиховые, Кунжутовые, Маслиновые, Норичниковые, Подорожниковые |                        |                        |  | ещё 44 порядка цветковых растений, из которых к ясноткоцветным наиболее близки Гарриецветные, Горечавкоцветные и Паслёноцветные |  |  |  |
|  | род Шандра                                                                   | род Шандра              | род Шандра              |                         | ещё более 50 родов, в том числе Белокудренник, Зайцегуб, Кадило, Пикульник, Пустырник, Чистец, Яснотка |                         |                         |                        | ещё восемь подсемейств, в том числе Котовниковые (роды Базилик, Лаванда, Мелисса, Мята, Розмарин, Черноголовка, Шалфей и др.), Живучковые (Живучка и др.), Погостемоновые (Погостемон и др.) |                        |                        |                        | ещё 20 семейств, в том числе Акантовые, Бигнониевые, Вербеновые, Геснериевые, Заразиховые, Кунжутовые, Маслиновые, Норичниковые, Подорожниковые |                        |                        |  | ещё 44 порядка цветковых растений, из которых к ясноткоцветным наиболее близки Гарриецветные, Горечавкоцветные и Паслёноцветные |  |  |  |
|  |                                                                              |                         |                         |                         | ещё более 50 родов, в том числе Белокудренник, Зайцегуб, Кадило, Пикульник, Пустырник, Чистец, Яснотка |                         |                         |                        | ещё восемь подсемейств, в том числе Котовниковые (роды Базилик, Лаванда, Мелисса, Мята, Розмарин, Черноголовка, Шалфей и др.), Живучковые (Живучка и др.), Погостемоновые (Погостемон и др.) |                        |                        |                        | ещё 20 семейств, в том числе Акантовые, Бигнониевые, Вербеновые, Геснериевые, Заразиховые, Кунжутовые, Маслиновые, Норичниковые, Подорожниковые |                        |                        |  | ещё 44 порядка цветковых растений, из которых к ясноткоцветным наиболее близки Гарриецветные, Горечавкоцветные и Паслёноцветные |  |  |  |
|  | около 40 видов, в том числе Шандра обыкновенная                              |                         |                         |                         | ещё более 50 родов, в том числе Белокудренник, Зайцегуб, Кадило, Пикульник, Пустырник, Чистец, Яснотка |                         |                         |                        | ещё восемь подсемейств, в том числе Котовниковые (роды Базилик, Лаванда, Мелисса, Мята, Розмарин, Черноголовка, Шалфей и др.), Живучковые (Живучка и др.), Погостемоновые (Погостемон и др.) |                        |                        |                        | ещё 20 семейств, в том числе Акантовые, Бигнониевые, Вербеновые, Геснериевые, Заразиховые, Кунжутовые, Маслиновые, Норичниковые, Подорожниковые |                        |                        |  | ещё 44 порядка цветковых растений, из которых к ясноткоцветным наиболее близки Гарриецветные, Горечавкоцветные и Паслёноцветные |  |  |  |
|  |                                                                              |                         |                         |                         | ещё более 50 родов, в том числе Белокудренник, Зайцегуб, Кадило, Пикульник, Пустырник, Чистец, Яснотка |                         |                         |                        | ещё восемь подсемейств, в том числе Котовниковые (роды Базилик, Лаванда, Мелисса, Мята, Розмарин, Черноголовка, Шалфей и др.), Живучковые (Живучка и др.), Погостемоновые (Погостемон и др.) |                        |                        |                        | ещё 20 семейств, в том числе Акантовые, Бигнониевые, Вербеновые, Геснериевые, Заразиховые, Кунжутовые, Маслиновые, Норичниковые, Подорожниковые |                        |                        |  | ещё 44 порядка цветковых растений, из которых к ясноткоцветным наиболее близки Гарриецветные, Горечавкоцветные и Паслёноцветные |  |  |  |
|  |                                                                              |                         |                         |                         | |                         |                         |                        | ещё восемь подсемейств, в том числе Котовниковые (роды Базилик, Лаванда, Мелисса, Мята, Розмарин, Черноголовка, Шалфей и др.), Живучковые (Живучка и др.), Погостемоновые (Погостемон и др.) |                        |                        |                        | ещё 20 семейств, в том числе Акантовые, Бигнониевые, Вербеновые, Геснериевые, Заразиховые, Кунжутовые, Маслиновые, Норичниковые, Подорожниковые |                        |                        |  | ещё 44 порядка цветковых растений, из которых к ясноткоцветным наиболее близки Гарриецветные, Горечавкоцветные и Паслёноцветные |  |  |  |
|  |                                                                              |                         |                         |                         | |                         |                         |                        | |                        |                        |                        | ещё 20 семейств, в том числе Акантовые, Бигнониевые, Вербеновые, Геснериевые, Заразиховые, Кунжутовые, Маслиновые, Норичниковые, Подорожниковые |                        |                        |  | ещё 44 порядка цветковых растений, из которых к ясноткоцветным наиболее близки Гарриецветные, Горечавкоцветные и Паслёноцветные |  |  |  |
|  |                                                                              |                         |                         |                         | |                         |                         |                        | |                        |                        |                        | |                        |                        |  | ещё 44 порядка цветковых растений, из которых к ясноткоцветным наиболее близки Гарриецветные, Горечавкоцветные и Паслёноцветные |  |  |  |
|  |                                                                              |                         |                         |                         | |                         |                         |                        | |                        |                        |                        | |                        |                        |  | |  |  |  |
|  |                                                                              |                         |                         |                         | |                         |                         |                        | |                        |                        |                        | |                        |                        |  | |  |  |  |

### Виды
Род насчитывает около 40 видов, некоторые из них:
| - Marrubium alternidens Rech.f. — Шандра разнозубая - Marrubium alysson L. - Marrubium anisodon C.Koch - Marrubium catariifolium Desr. — Шандра котовниколистная - Marrubium cylleneum Boiss. & Heldr. - Marrubium friwaldskyanum Boiss. - Marrubium goktschaicum Popow — Шандра севанская - Marrubium incanum Desr. - Marrubium leonuroides Desr. — Шандра пустырниковая - Marrubium nanum Knorr. — Шандра карликовая - Marrubium parviflorum Fisch. et C.A.Mey. — Шандра малоцветковая | - Marrubium peregrinum L. — Шандра чужеземная - Marrubium persicum C.A.Mey. — Шандра иранская - Marrubium plumosum C.A.Mey. — Шандра перистая - Marrubium propinquum Fisch. et C.A.Mey. — Шандра близкая - Marrubium purpureum Bge. — Шандра пурпуровая - Marrubium supinum L. - Marrubium thessalum Boiss. & Heldr. - Marrubium turkeviczii Knorr. — Шандра Туркевича - Marrubium velutinum Sibth. & Sm. - Marrubium vulgare L. — Шандра обыкновенная - Marrubium woronovii Popow — Шандра Воронова |

По данным The Plant List род состоит из 49 видов.